# Tmarus decens
Tmarus decens là một loài nhện trong họ Thomisidae.
Loài này thuộc chi Tmarus. Tmarus decens được Octavius Pickard-Cambridge miêu tả năm 1892.